# Jeroen Recourt
Jeroen Recourt (Dordrecht, 4 juli 1970) is een Nederlands politicus. Van 17 juni 2010 tot 23 maart 2017 was hij lid van de Tweede Kamerfractie van de PvdA. Op 11 juni 2019 werd hij geïnstalleerd als lid van de Eerste Kamer.

## Levensloop
Recourt studeerde Nederlands recht en werkte als reclasseringsmedewerker in Dordrecht van 1993 tot 1999. Daarna volgde hij een opleiding tot rechterlijk ambtenaar (vanaf 1999) en werd hij rechter bij de arrondissementsrechtbank in Amsterdam (2004-2006) en bij het Gemeenschappelijk Hof van Justitie van de Nederlandse Antillen en Aruba in Oranjestad (2006-2010).